# Yohandry Orozco
Yohandry José Orozco Cujía est un footballeur international vénézuélien, né le 19 mars 1991 à Maracaibo au Venezuela. Il évolue depuis 2017 au Zulia Fútbol Club au poste de milieu offensif.

## Biographie

### En club
Yohandry Orozco joue au Venezuela, en Allemagne et aux États-Unis.
Il participe à la Copa Libertadores en 2015 avec le Deportivo Táchira, puis en 2017 avec le Zulia FC.

### En équipe nationale
Avec les moins de 20 ans, il participe à la Coupe du monde des moins de 20 ans en 2009. Lors du mondial junior organisé en Égypte, il joue trois matchs, contre le Nigeria, l'Espagne, et les Émirats arabes unis. Le Venezuela atteint les huitièmes de finales de cette compétition.
Yohandry Orozco reçoit 25 sélections en équipe du Venezuela entre 2010 et 2014, inscrivant un but.
Il joue son premier match en équipe nationale le 3 mars 2010, en amical contre le Panama (défaite 1-2). Il inscrit son seul et unique but avec le Venezuela le 14 août 2013, en amical contre la Bolivie (2-2).
Il participe avec le Venezuela à la Copa América 2011. Il joue deux matchs lors de ce tournoi, contre le Paraguay et le Pérou. Le Venezuela se classe quatrième de cette compétition.
Il dispute également les éliminatoires du mondial 2014 (cinq matchs joués).

## Palmarès
- Unión Atlético Maracaibo
  - Vainqueur de la Coupe du Venezuela en 2008

- Deportivo Táchira FC
  - Champion du Venezuela en 2015